# Średnicomierz

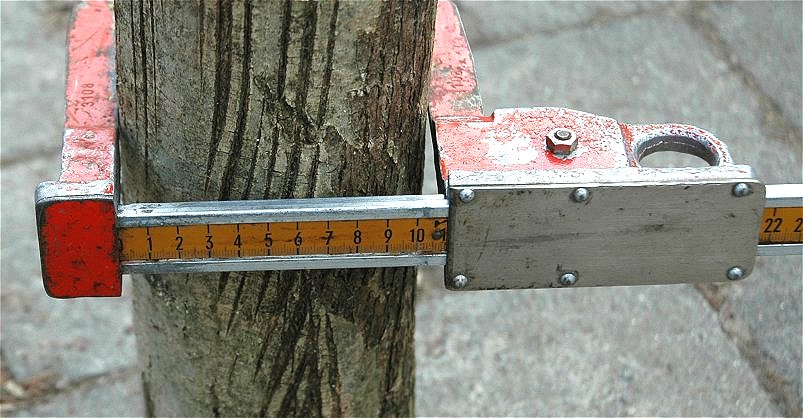
Średnicomierz współczesny

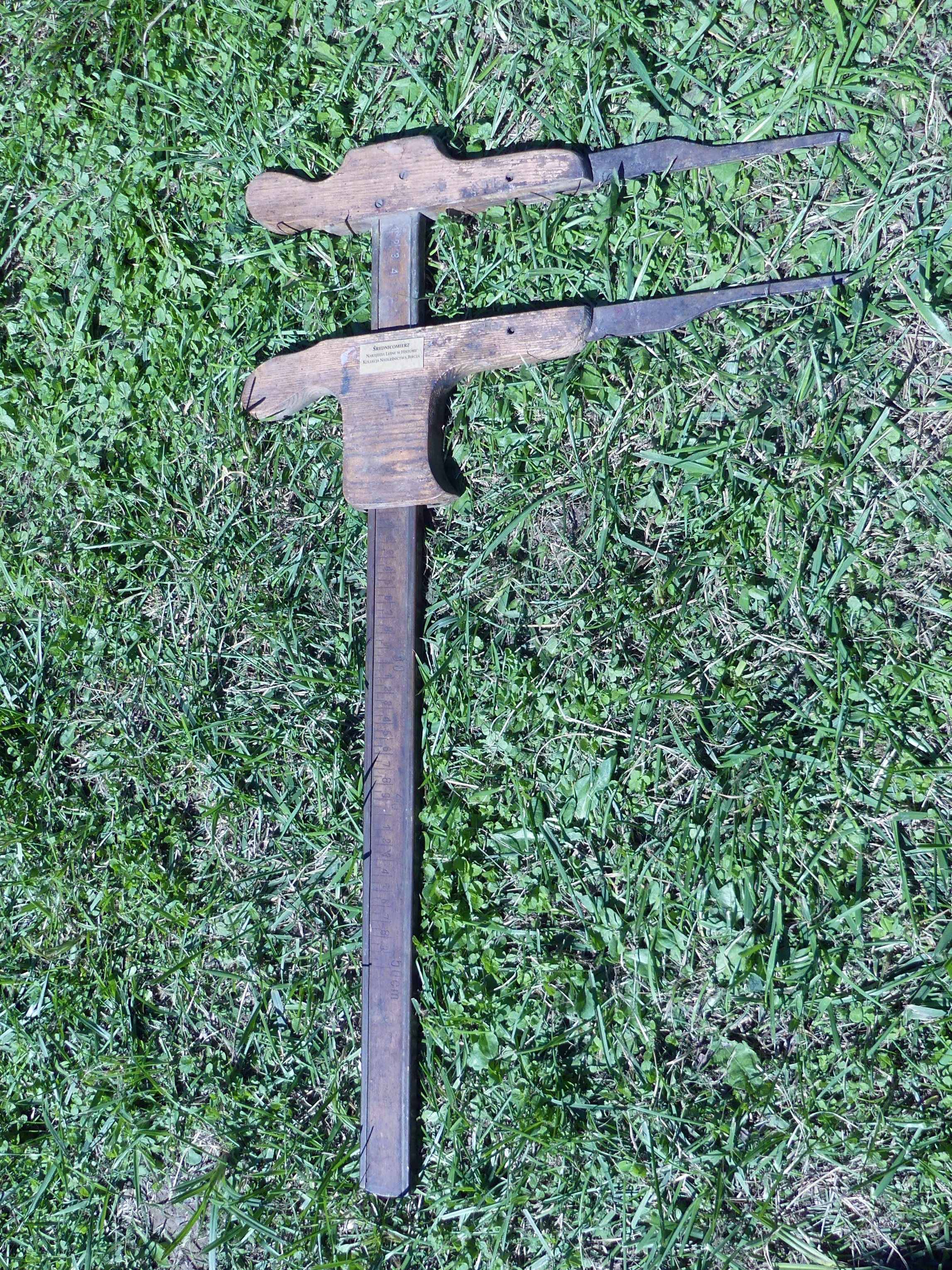
Średnicomierz drewniany

Średnicomierz (klupa) - przyrząd do pomiaru średnic drewna okrągłego, powszechnie używany przez leśników.  

## Zastosowanie
Średnicomierz najczęściej  ma zastosowanie w pracach leśnych  w czasie pomiarów drzew rosnących do celów inwentaryzacji  lub odbioru drzew ściętych  w celu sklasyfikowania i określenia   sortymentu drewna. Średnicomierz służy do pomiaru średnicy pnia drzewa, którego wymiar jest jednak najczęściej nieregularny,  w przypadku drzew średnicomierz określa  jednak grubość drzewa. W przypadku gdy przekrój drzewa ma kształt owalny, po  pomiarze  minimalnego i maksymalnego wymiaru i wylicza się średnią arytmetyczną obu pomiarów.

## Budowa i charakterystyka
Składa się z listwy posiadającej podziałkę najczęściej wyrażoną  (z dokładnością do 1 cm, 0,5 cm lub 1 mm) oraz dwóch prostopadle przytwierdzonych do listwy, równoległych do siebie ramion, z których jedno jest stałe, drugie natomiast może swobodnie przesuwać się wzdłuż podziałki. Średnicomierze wykonywane były wyłącznie z drewna. Jednak z czasem do wyrobu średnicomierzy zaczęto używać elementów wykonywanych z mosiądzu i żelaza, a obecnie ze stopów lekkich (aluminium) oraz plastiku.
Klupa ma podobną budowę jak suwmiarka, jednak ten przyrząd jest większy i posiada podziałkę wyrażaną centymetrach, w jego budowie wyróżniamy:ramię stałe,ramię przesuwne, listwę z podziałką.

## Rodzaje pomiarów
- średnica dolna,
- średnica znamionowa,
- średnica środkowa,
- średnica górna.